# Gasterosteus crenobiontus
Gasterosteus crenobiontus — ендемічний вид риб, що мешкав виключно в прісноводних струмках, що впадають до гіпергалинного прибережного озера Текіргіол на півдні Румунії. Прісноводна бентопелагічна риба, що сягала 6,5 см завдовжки. Вважається вимерлою в результаті гібридизації із колючкою триголковою.